# 王志武
王志武（1932年9月—），陕西宝鸡人，中华人民共和国政治人物。

## 生平
1952年至1954年，在西北大学石油地质系学习。1954年至1955年，为西北石油管理总局地调处实习员。1955年至1958年，任新疆石油管理局地凋处地质员，地质处组长、队长。1956年12月，加入中国共产党。1958年至1959年，在石油工业部干校俄文班学习。1959年至1960年，赴苏联莫斯科全苏石油勘探研究所进修。1960年至1965年，为松辽石油会战指挥部研究组、地质调查处地质员，松辽石油会战指挥部综合研究大队负责人，松辽石油研究站区域研究室主任、技术员，松辽石油会战指挥部地质所动态室主任、技术员、地质师。1965年至1966年，任大庆油田开发研究院生产办公室主任、院副总地质师。1966年至1971年文化大革命中受冲击，下放“五七”干校劳动。1971年至1975年，任大庆油田开发研究院生产办公室副主任，院革委会副主任、党委副书记。1975年至1978年，任大庆科学研究设计院副院长、党委副书记、总地质师。1978年至1980年，任大庆油田革委会副主任兼科委主任，大庆油田总地质师，大庆科学研究设计院院长、党委副书记。1980年至1986年，任黑龙江省大庆市副市长，大庆石油管理局党委常委、副局长兼大庆石油管理局科委主任、总地质师、高级工程师。1986年至1996年3月，任中共大庆市委常委、市委副书记、大庆市市长，大庆石油管理局副局长、党委副书记、局长。1996年3月至1998年8月，任中国石油天然气总公司咨询中心副主任，教授级高级工程师。此外还担任中共第十三届、十四届中央候补委员。